# Ernest Meyer
Cet article concerne un imprimeur typographe. Pour le cavalier, voir Ernest Meyer (cavalier). Pour les autres homonymes, voir Meyer.
Ernest Meyer, né le 22 mars 1806 à Lippstadt et peut-être mort à Dresde en 1895, est un imprimeur typographe, actif à Paris pendant la deuxième moitié du XIXe siècle.

## Biographie

### Jeunesse et famille
Fils d'Arnold Meyer et de Marie Theodore Brinckmann, Ernst Wilhelm Matthias Meyer naît en 1806 à Lippstadt, alors en Prusse. Il s'installe en France en 1833 et est naturalisé le 25 mai 1848.
En 1837, établi 8, impasse Guéménée, il épouse Anne Amélie Maccagni, fille de typographe,.

### Imprimerie
Il commence sa carrière comme compositeur chez Firmin Didot pendant deux ans, puis à l'Imprimerie nationale jusqu'en 1842,.

En 1851, établi 3, rue de l'Abbaye, il reprend le brevet de l'imprimeur Jules Frey, démissionnaire. Médaillé à l'exposition universelle de Londres, Meyer imprime des ouvrages luxueux.

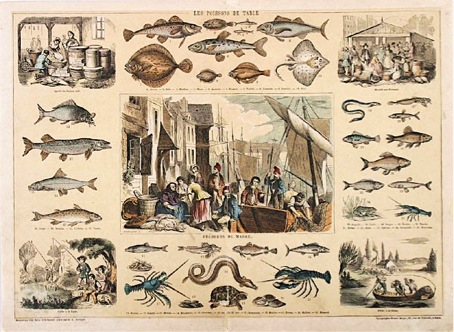
Gravure de 1850, dessinée par MM. Belin et Bethmont, gravée par M.H. Brevière et imprimée par la Typographie Ernest Meyer

La typographie Ernest Meyer a imprimé un portrait de l'émir Abd el-Kader.

### Philatélie
Ernest Meyer est l'un des imprimeurs auxquels le graveur général de la Monnaie de Paris, Désiré-Albert Barre, fait appel pour imprimer les feuilles de timbres-poste, lorsque ce dernier est en délicatesse avec l'imprimeur de la Monnaie de Paris, Anatole Hulot.
En 1861, Ernest Meyer imprime les essais « Cérès sans légende » qui servent à perfectionner la méthode de fabrication de planches typographiques dites de la « frappe directe au balancier monétaire ». Il a aussi probablement imprimé les essais « Cérès 1858 » en 1858-1859, sans que l'on en ait à ce jour trouver la preuve formelle, qui permirent de valider la méthode de fabrication des planches typographiques de la « frappe directe au balancier monétaire » utilisée en 1861 pour fabriquer les planches typographiques des 7 premières valeurs de la « grosse tête d'Hermès ».
Ernest Meyer imprime également les sept valeurs des premiers timbres grecs du tirage de Paris de la « grosse tête d'Hermès » en 1861.

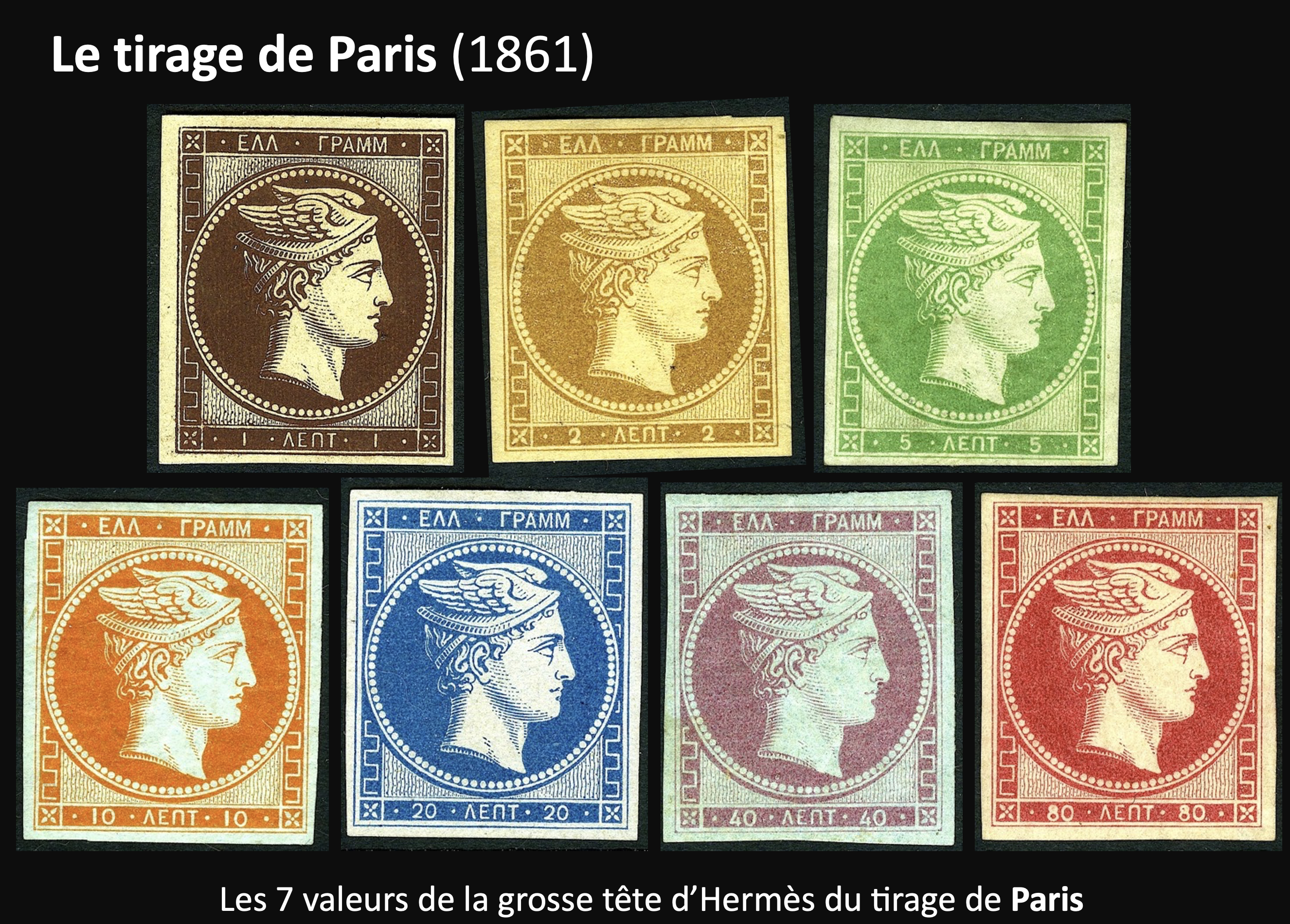
Les 7 valeurs du tirage de Paris de la grosse tête d'Hermès (1861).
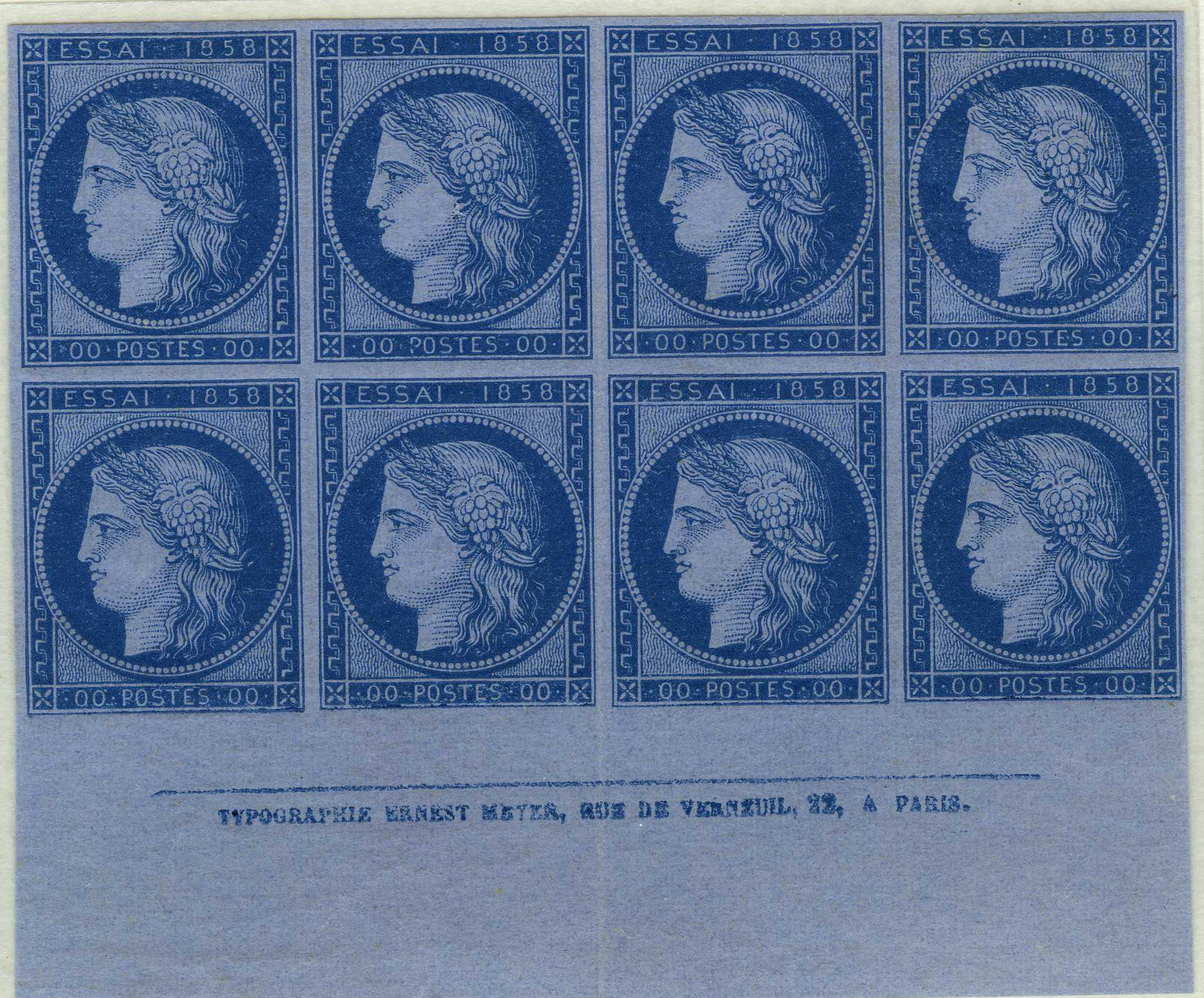
Imprimatur du Cérès 1858 avec l'inscription de l'imprimeur « Ernest Meyer » (1861)
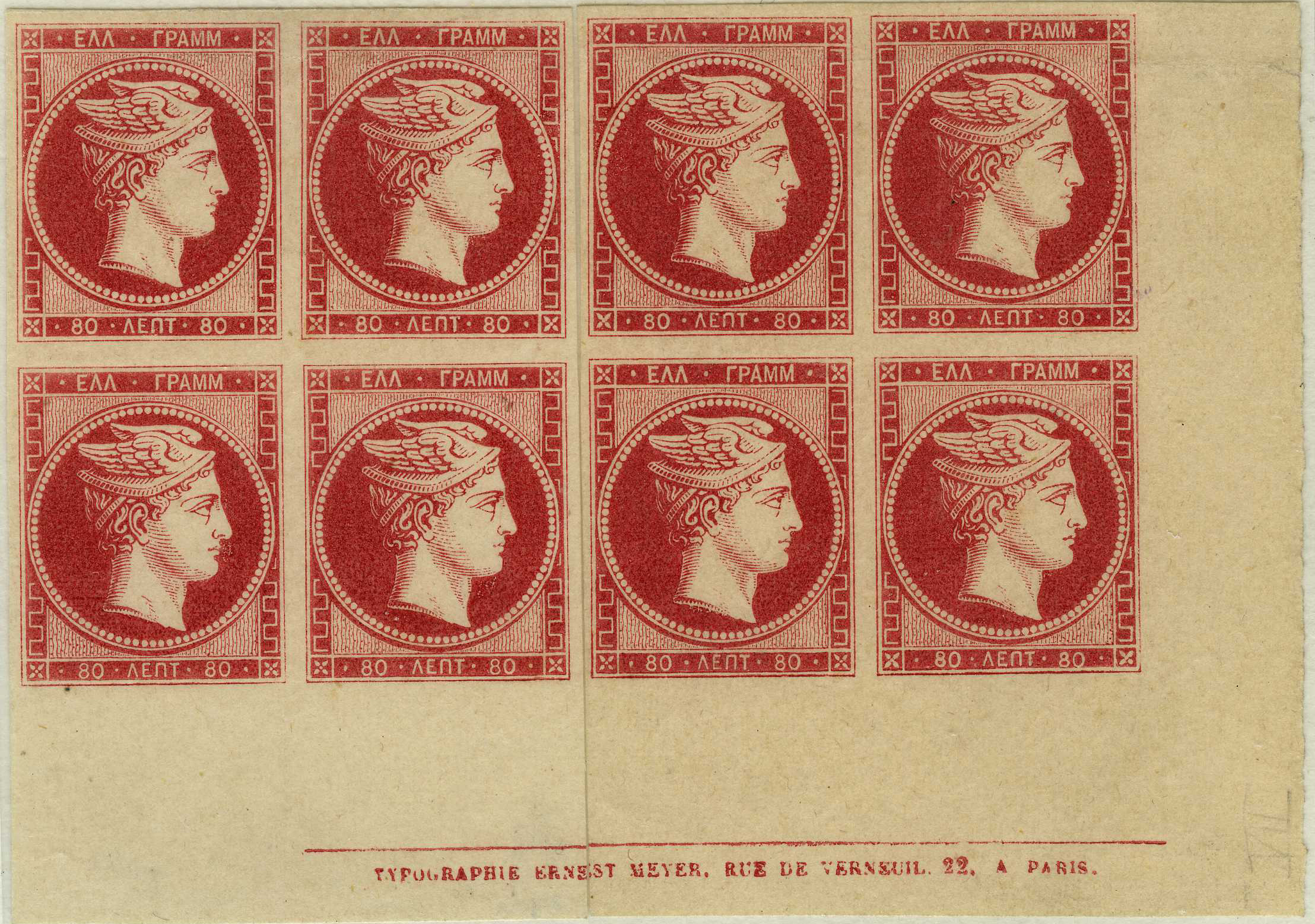
Imprimatur du 80 Lepta de la « grosse tête d'Hermès » avec l'inscription de l'imprimeur Ernest Meyer (1861).

Seulement une vingtaine d'imprimaturs des timbres à la « grosse tête d'Hermès » de Grèce, portant l'inscription « TYPOGRAPHIE ERNEST MEYER, RUE VERNEUIL, 22, A PARIS. », sont connus à ce jour,. Ils sont considérés par les philatélistes comme faisant partie des « joyaux » de la collection des timbres classiques.

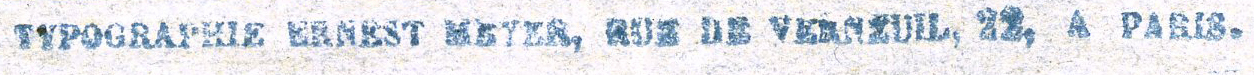
Détail de l'inscription de l'imprimeur « Ernest Meyer » sur l'imprimatur du « Cérès 1858 ».

Quelques ouvrages de la littérature philatélique de la fin du XIXe siècle et du début XXe siècle, sur les premiers timbres grecs, indiquent qu'Ernest Meyer serait mort à Dresde en 1895.